# ليز نوكس
ليز نوكس هي لاعبة هوكي الجليد كندية، ولدت في 9 يونيو 1988 في Stouffville ‏ في كندا.